# العرة (ريمة)
العرة هي إحدى قرى مديرية الجبين بمحافظة ريمة اليمنية، بلغ تعداد سكانها 1351 نسمة حسب الإحصاء الذي جرى عام 2004.